# Blaine Anderson
Blaine Devon Anderson er en fiktiv person i Fox' serie Glee. Rollen bliver spillet af Darren Criss. Blaine blev introduceret i 6. episode af den anden sæson, som den åbent homoseksuelle forsanger i Dalton Warblers, en rival showkor til New Directions. 
Blaine var oprindeligt ment som en mentor for New Directions-medlem Kurt Hummel (Chris Colfer). Kemien mellem de to, kombineret med fanstøtte til parret, fik den ledende serie co-skaber Ryan Murphy til at parre dem romantisk. Deres forhold er blevet godt modtaget af kritikerne, og de er blevet udnævnt "en af de mest elskede tv-par i det nye årtusind" af Jarett Wieselman i New York Post. I begyndelsen af den tredje sæson, startede Blaine på McKinley High og slutter sig til New Directions, samtidig med blev Criss forfremmet fra tilbagevendende gæstestjerne til en af showets vigtigste personer.

## Storylines

### Sæson 2
Blaine Anderson er indført i episoden "Never Been Kissed" som den ledende solist i Dalton Academy Warblers a cappella gruppe. Han møder Kurt Hummel (Chris Colfer), et medlem af det rivaliserende kor New Directions. Da Kurt spørger, om Blaine er bøsse, indrømmer Blaine at han er. Kurt fortæller Blaine, at han bliver mobbet i skolen for at være homoseksuel, og Blaine afslører, at han også blev chikaneret på sin gamle skole, så han blev overført til Dalton Academy, der har en nul tolerance-mobningpolitik. Blaine bliver venner med Kurt, og hjælper ham med at gøre op med sin plageånd, Dave Karofsky (Max Adler). Da truslerne og volden mod Kurt når et farligt niveau, han skifter han skole til Dalton Academy.  Han bliver forelsket i Blaine, der er i første omgang er uvidende om Kurts følelser, selvom deres venskab vokser. Blaine hverver Kurt til hjælp til en serenade til hans crush Jeremiah (Alexander Nifong), assisterende manager i en lokal Gap butik. Jeremiah bliver efterfølgende fyret, og beskylder Blaine for dette. Kurt bekender sine følelser overfor Blaine, og Blaine fortæller Kurt, at han bekymrer sig for ham, men er forfærdeligt romantiker og at han ikke ønsker at risikere at skade deres venskab.